# Dialogue entre l'Église orthodoxe et le judaïsme
Un dialogue interreligieux entre l'Église orthodoxe et le judaïsme  existe officiellement depuis les années 1970 en vue d'améliorer leurs relations.
Ce dialogue est mené en particulier au travers de rencontres académiques internationales organisées en collaboration entre, d'une part, le Comité juif international pour les consultations interreligieuses (International Jewish Committee for Interreligious Consultations, IJCIC) et, d'autre part, le Centre orthodoxe du Patriarcat œcuménique de Chambésy (de 1977 à 2001) puis le Bureau des affaires interreligieuses et interculturelles du Patriarcat œcuménique (depuis 2001).

## Historique

### Rencontres académiques
- 16-18 mars 1977 1re rencontre à Lucerne